# Новокузнецкий автовокзал
Новокузнецкий автовокзал —  крупный транспортный узел Сибирского региона. Сегодня автовокзал обслуживает около 50 маршрутов, в том числе пригородных, междугородних, межсубъектных и международных. Имеет 5 платформ, с которых по разным направлениям отправляются 6-7 тысяч пассажиров в день, а в праздничные и выходные дни до 10 тысяч человек. К услугам пассажиров имеются 6 автоматизированных билетных касс, оснащенных современным компьютерным оборудованием.
Маршрутная сеть связывает Новокузнецк не только с городами Кемеровской области, но и выходит за её пределы – Новосибирском, Томском, Красноярском, Барнаулом, Бийском, Белокурихой, Горно-Алтайском, а также включает в себя города Казахстана

## История
Открыт 23 февраля 1968 года.
В 2007—2009 годах здание вокзала было реконструировано — построен второй этаж консольного типа, выполнены работы по переустройству внутренней части здания, систем отопления, вентиляции, электроснабжения, кондиционирования, произведена отделка фасада, установка системы видеонаблюдения. Произведена установка мультимониторного экрана с расписанием движения автобусов. Перрон остался прежним.  

## Устройство
Комплекс вокзала состоит из отремонтированного здания и нескольких перронов. Основной перрон расположен за зданием, его площадь очень маленькая, а реконструкция невозможна из-за окружающих его зданий. С него отправляются все автобусы междугороднего и межобластного направления, в том числе транзитные автобусы, следующие из Осинников, Таштагола и Междуреченска. Также отсюда отправляются пригородные автобусы на Осинники, Малиновку, Прокопьевск, Киселёвск и Краснобродский. Для остальных пригородных автобусов используется нижняя площадка слева от здания автовокзала, где нет оборудованных платформ и не делаются объявления об отправлении рейсов, но места отправления пригородных автобусов обозначены знаками и вывешенными расписаниями. Здесь же производят высадку пассажиров прибывающие междугородние и межобластные автобусы, однако могут это сделать и заехав на перрон автовокзала. На противоположной стороне улицы организована площадка для автобусов, ожидающих отправления. Здесь же высаживают пассажиров пригородных автобусов, прибывающих с южного и восточного направлений. 

## Галерея

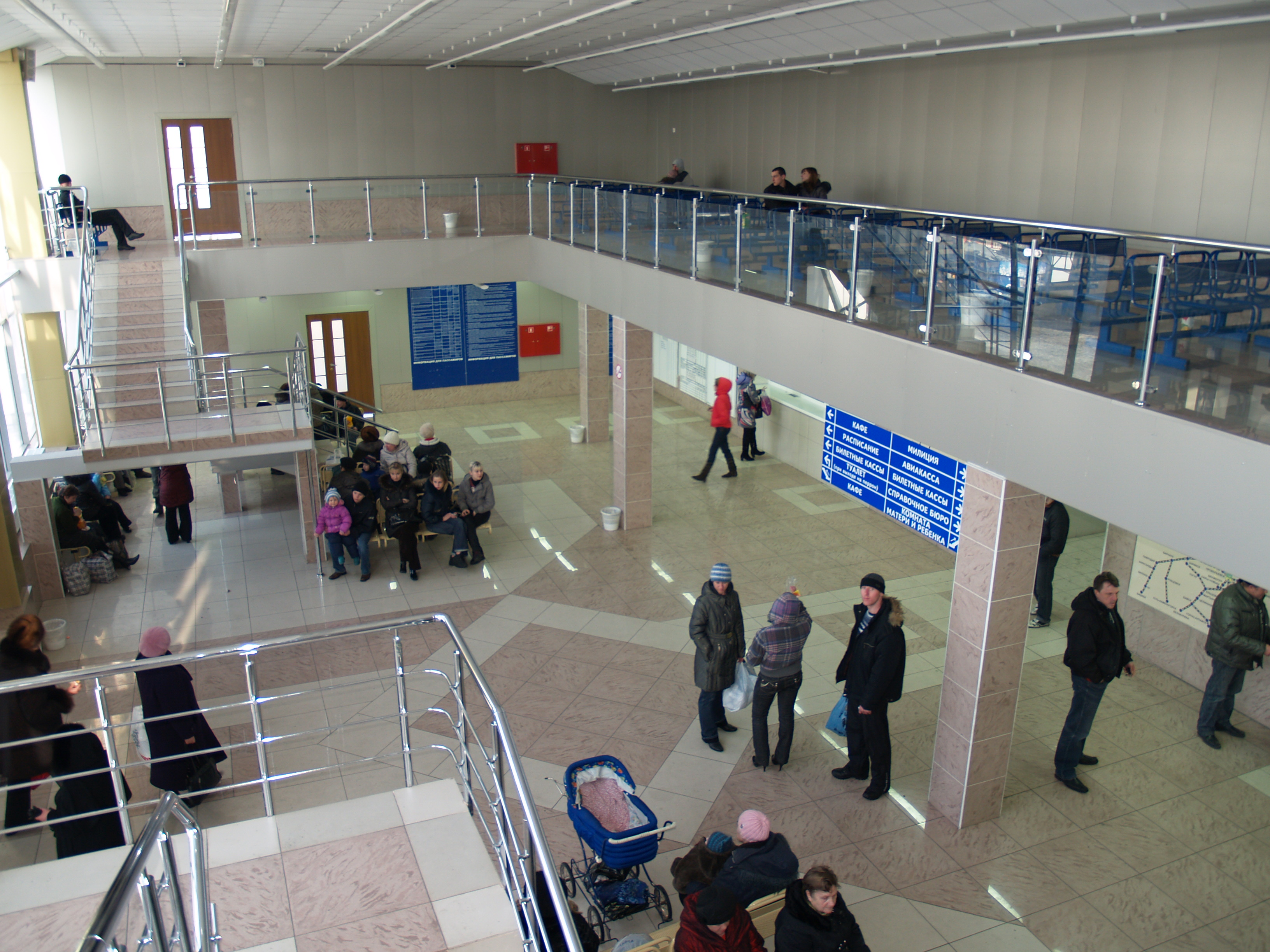
Автовокзал внутри
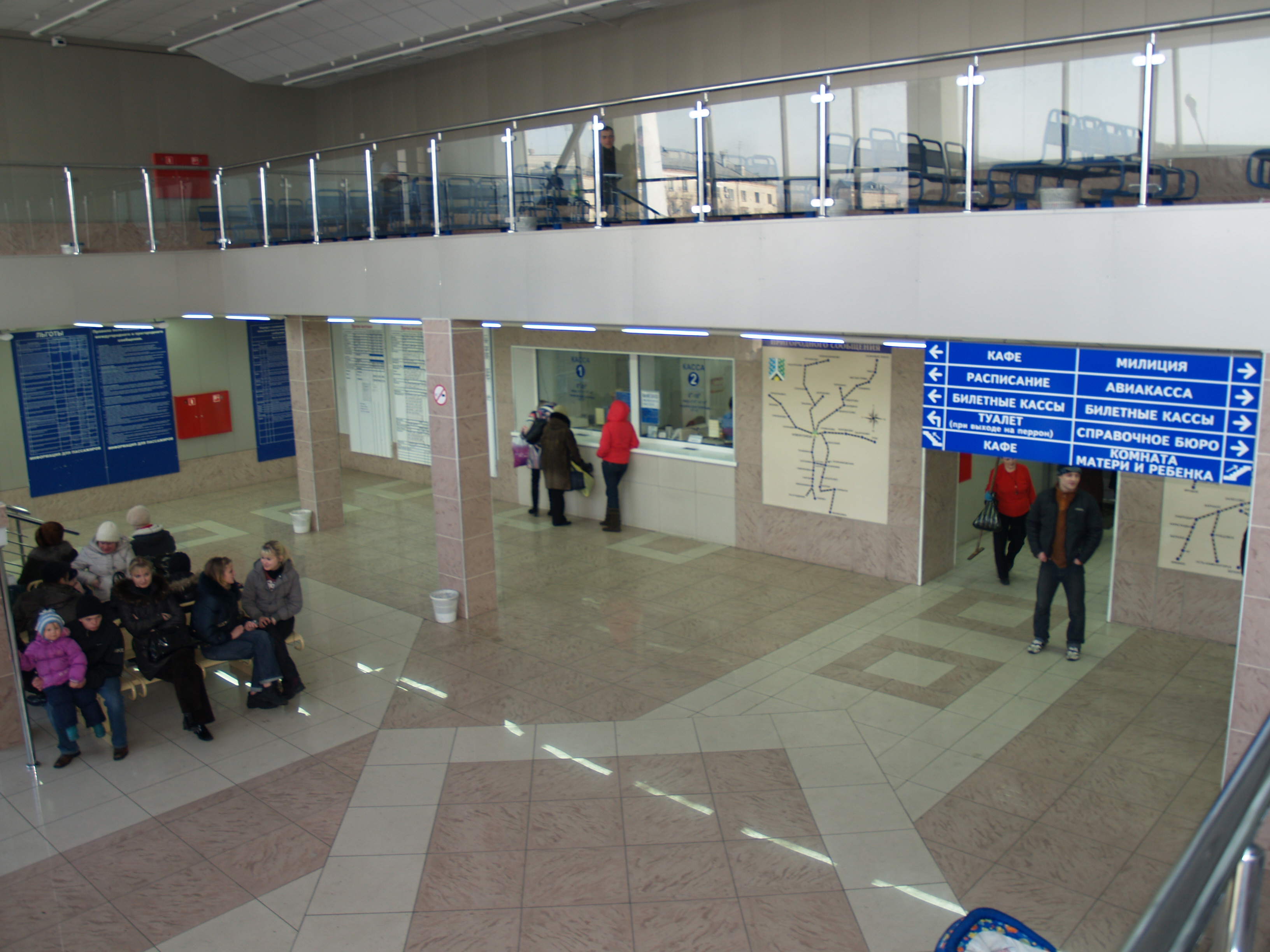
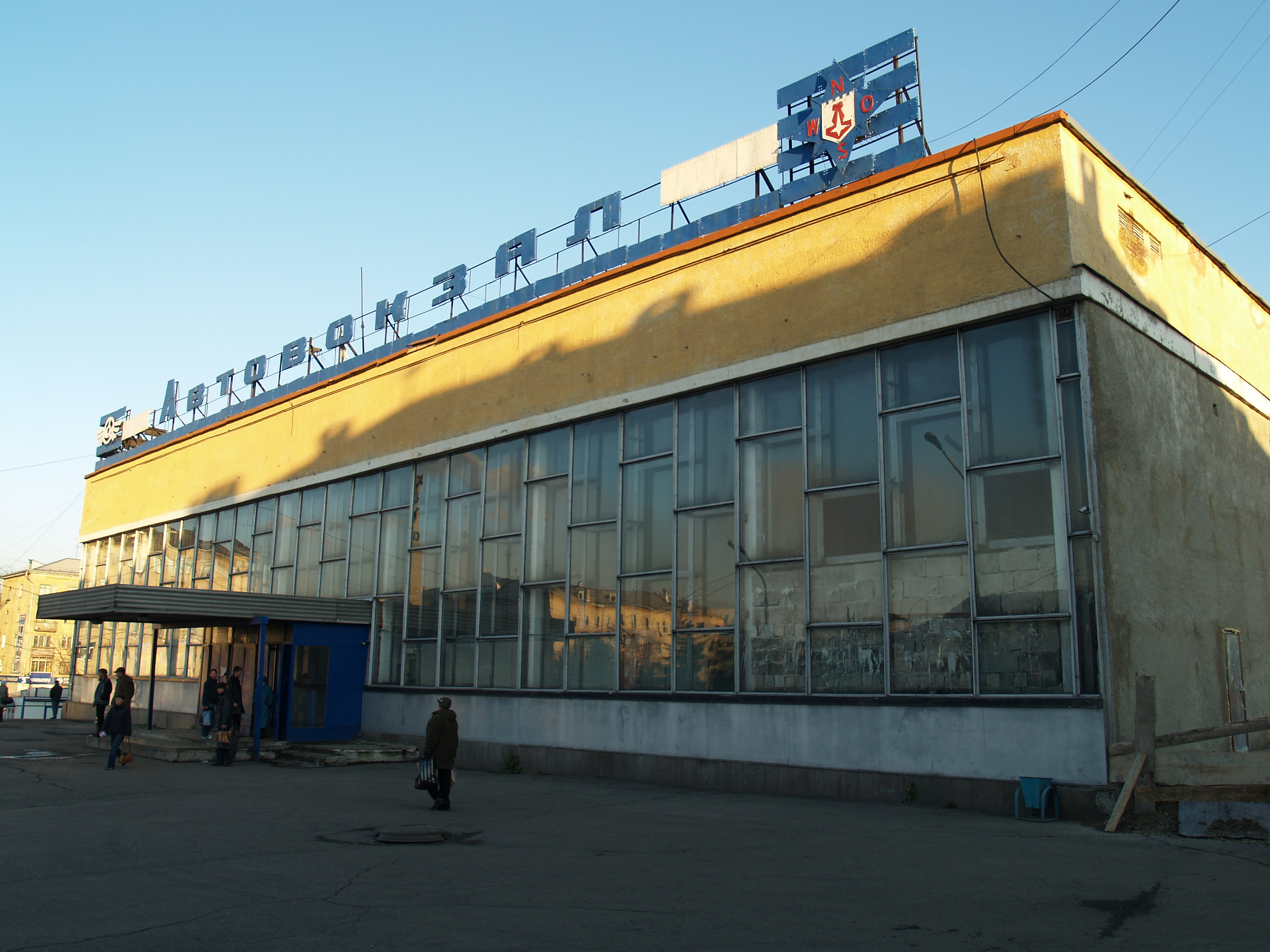
Автовокзал в 2007 году